# Клавдій (персонаж)
Король Клавдій — це вигаданий персонаж та основний антагоніст трагедії Вільяма Шекспіра «Гамлет». Він брат короля, другий чоловік Гертруди і дядько, а пізніше вітчим Гамлету. Він отримав престол Данії, убивши свого брата отрутою, а потім одружився з вдовою покійного короля.
Клавдій працює дипломатично над такими питаннями, як військова загроза. До появи Привида короля Гамлета у дворі, читач ставив під питання його існування. Під час просування п'єси він робить поворот до гірших дій, спочатку вдаючись до шпигунства, і, коли це не вдається, вбивство.

## Трактування образу
Американський астроном Пітер Ашер, почесний професор Пенсильванського університету, опублікував гіпотезу про те, що шекспірівський «Гамлет» насправді є астрономічною алегорією. Король Клавдій, на його думку, не дарма має таке ж ім'я, як і Птолемей, який запропонував геоцентричну модель. Гамлет — це коперніканець Томас Діггес, а Розенкранц і Гільденстерн (прізвища, згадані в родоводі Тихо Браге), втілюють теорії Тихо, який намагався примирити дві системи.